# Коперня
Коперня (пол. Kopernia) — село в Польщі, у гміні Пінчів Піньчовського повіту Свентокшиського воєводства.
Населення — 303 особи (2011).
У 1975-1998 роках село належало до Келецького воєводства.

## Демографія
Демографічна структура на день 31 березня 2011 року:
|          | Загалом | Допрацездатний вік | Працездатний вік | Постпрацездатний вік |
| -------- | ------- | ------------------ | ---------------- | -------------------- |
| Чоловіки | 144     | 30                 | 97               | 17                   |
| Жінки    | 159     | 41                 | 90               | 28                   |
| Разом    | 303     | 71                 | 187              | 45                   |